# Ишимский водопровод
Ишимский водопровод — групповой водопровод на территориях Северо-Казахстанской и Акмолинской областей. Введён в эксплуатацию в 1967 году. Предназначен для водоснабжения населённых пунктов (195 посёлков) и орошения сельскохозяйственных земель (охват 2,2 миллиона гектаров). Начинается от Сергеевского водохранилища на реке Ишим. Общая длина — 1740 км. Расход воды — 50 тысяч м³/сутки. В составе имеется 5 станций (2 насосные и 3 для очистки воды).